# Capital T
Capital T, pseudonimo di Trim Ademi (Pristina, 29 febbraio 1992), è un rapper kosovaro di etnia albanese.

## Biografia
Capital T è riuscito a piazzare il mixtape Winter Is Here (2017) all'interno della Schweizer Hitparade, posizionandosi al 69º posto. Altri progetti minori sono stati gli album in studio Kapo (2012), SDM (2015), Skulpturë (2020) e Heartbroken Kids (2021).
Nel 2018 ha collaborato col tedesco Capital Bra in Wann dann, primo ingresso in top twenty dell'artista nella Ö3 Austria Top 40, nella Deutsche Singlechart e in Svizzera. È stato premiato col Top Music Award al video dell'anno nel 2016, riconoscimento vinto con Hitman.

## Discografia

### Album in studio
- 2012 – Kapo
- 2015 – SDM
- 2020 – Skulpturë
- 2021 – Heartbroken Kids

### Album dal vivo
- 2022 – A Live Night

### EP
- 2024 – International Gangster

### Mixtape
- 2017 – Winter Is Here

### Singoli
- 2008 – Shopping (con 2po2)
- 2008 – Qaj (con 2po2)
- 2009 – Supersweet
- 2009 – Ku jon paret
- 2010 – Ma e mira
- 2013 – Mos harro
- 2014 – Posh (con 2po2)
- 2014 – Kur fol zemra
- 2015 – Qka don ajo (con Gent Fatali)
- 2015 – Ske dite (con Granit Derguti)
- 2016 – Hitman
- 2016 – Thirrem n'telefon (feat. Granit Derguti)
- 2016 – Bongo (con Dhurata Dora)
- 2016 – Koka kola
- 2016 – Pare pare
- 2016 – 100
- 2017 – C'est la guerre (con DJ Nika e Macro)
- 2017 – Pse po ma lun lojen
- 2017 – Andiamo (con Ardian Bujupi)
- 2017 – Hatixhe (con Mixey)
- 2018 – Yoko ono (con Granit Derguti)
- 2018 – Pasha jeten (con Majk)
- 2018 – O ma
- 2018 – Bomba
- 2018 – Filma
- 2019 – Kujtime
- 2019 – Drama (feat. King Khalil, Trippie Boi, M.O.030 & Lil Lano)
- 2019 – Borebardha (con 2po2)
- 2019 – Hookah
- 2019 – 200 dite
- 2019 – Fustani (con Elvana Gjata)
- 2019 – Syte e tu
- 2019 – Hala (con Majk)
- 2019 – Yalla (feat. Capital Bra)
- 2020 – 600Ps
- 2020 – Je t'aime
- 2020 – Flex
- 2020 – Flawless
- 2020 – DMP (con Ledri Vula)
- 2020 – Tu festu
- 2020 – C'est la vie
- 2020 – Braziliane
- 2020 – Gjoniblack Freestyle
- 2020 – S'kthehna
- 2021 – Diego
- 2021 – Rrushe
- 2021 – Buzeqeshje
- 2021 – Valle
- 2021 – Flake (con Elvana Gjata)
- 2021 – Plan
- 2021 – Nashta
- 2021 – Heku qafe (feat. MC Kresha)
- 2022 – Perjetesisht
- 2022 – Per ty
- 2022 – Dy zemra
- 2022 – Për dashni
- 2022 – Nje nate (con Alban Skenderaj)
- 2022 – Dukat
- 2022 – Habibi (con Anxhela Peristeri e Mandi)
- 2022 – Hera e fundit
- 2022 – Dashnise (con Irkenc Hyka)
- 2023 – Acar (con Elinel)
- 2023 – Zani i popullit
- 2023 – Killa (con Duda)
- 2023 – Back on Road
- 2023 – Xheloze (con Rzon)
- 2023 – Yjet dalin naten (con Ledri Vula e Majk)
- 2023 – Jena 2 (con Samanta)
- 2023 – Malli mka marr
- 2023 – Dirty Move (con Eaz e Rina)
- 2023 – Legendary (con MC Kresha)
- 2024 – Propaganda
- 2024 – Pi raki
- 2024 – Ike ti (con Jimilian)
- 2024 – Egoiste (feat. Orgito Dapa)
- 2024 – Albania
- 2024 – Miss Me
- 2024 – Muzike mahalle (con 2po2)